# Plesiotrochus paucicostatus
Plesiotrochus paucicostatus is een slakkensoort uit de familie van de Plesiotrochidae. De wetenschappelijke naam van de soort is voor het eerst geldig gepubliceerd in 1975 door Kilburn.